# Европейская (станция)
Европейская — пассажирская и сортировочная железнодорожная станция Пермского региона Свердловской железной дороги. Находится в посёлке Европейская Горнозаводского района Пермского края, России, в четырёх километрах от административной границы со Свердловской областью.
Станция расположена на однопутной ветке Чусовская — Гороблагодатская. Расстояние до узловых станций (в километрах): Чусовская — 138, Гороблагодатская — 45. На станции останавливаются электрички Нижний Тагил — Чусовская / Чусовская — Нижний Тагил. Через станцию транзитом следуют пассажирские поезда: 12Я/11Е «Москва — Новый Уренгой — Москва» (с беспересадочным вагоном Приобье) и 403Е/404Е «Екатеринбург — Соликамск — Екатеринбург».

## История
Станция основана во время строительства Уральской горнозаводской железной дороги во второй половине XIX века. Открытие станции состоялось 1 октября 1878 года, когда был открыт последний участок Горнозаводской железной дороги от Камасина до Екатеринбурга. Станция служила перевалочным пунктом для сортировки железнодорожных составов и погрузки древесины с лесозаготовительного участка.